# Leon Stokowski
Leon Stokowski (ur. 1807, zm. 25 lipca 1897 w Sokołowie Małopolskim) – duchowny rzymskokatolicki, kanonik.

## Życiorys
Urodził się w 1807. Otrzymał święcenia kapłańskie w 1831. W 1846 był proboszczem w Jaćmierzu. Za wygłoszone tam kazanie został aresztowany i skazany we Lwowie na karę 6 lat więzienia. W 1847 został wywieziony do Berna (Spielberg). W 1848 odzyskał wolność. W tym samym roku objął probostwo nad parafią św. Jana Chrzciciela w Sokołowie Małopolskim i pełnił urząd do końca życia. Otrzymał tytuł kanonika. W 1881 obchodził sekundycję
Zmarł 25 lipca 1897 w Sokołowie w wieku 91 lat.
Imieniem ks. Leona Stokowskiego nazwano ulicę w Sokołowie Małopolskim.